# Iron Man : L'Attaque des technovores
Série Marvel Anime
Avengers Confidential : La Veuve noire et le Punisher
(2014)
Pour plus de détails, voir Fiche technique et Distribution.
Iron Man : L'Attaque des technovores (Iron Man: Rise of Technovore) est un film d'animation nippo-américain réalisé par Hiroshi Hamasaki, sorti directement en vidéo en 2013.

## Synopsis
Tony Stark se prépare à lancer son nouveau satellite espion « Howard », mais la cérémonie de lancement est interrompue par une attaque terroriste perpétrée par Ezekiel Stane, fils de l'ennemi de Stark, Obadiah Stane.

## Fiche technique
Sauf indication contraire, les informations mentionnées dans cette section peuvent être confirmées par les bases de données cinématographiques IMDb et Allociné,  présentes dans la section « Liens externes ».
- Titre original : アイアンマン：ライズ・オブ・テクノヴォア
- Titre anglophone : Iron Man: Rise of Technovore
- Titre français : Iron Man : L'Attaque des technovores
- Réalisation : Hiroshi Hamasaki
- Scénario : Kengo Kaji, d'après une histoire de Brandon Auman, d'après les personnages de Marvel Comics créés par Stan Lee, Don Heck, Larry Lieber et Jack Kirby
- Musique : Tetsuya Takahashi
- Direction artistique : Shigemi Ikeda [réf. souhaitée]
- Montage : Kashiko Kimura et Mariko Tsukatsune [réf. souhaitée]
- Son : Suzanne Goldish et James Lafferty
- Production : Megan Thomas Bradner, Scott Dolph, Taro Morishima et Harrison Wilcox
  - Production (Madhouse - Japon) : Daisuke Gomi et Seiichirô Katô
  - Production déléguée : Jeph Loeb, Dan Buckley, Alan Fine, Hiroyuki Okada, Simon Phillips et Masao Takiyama
  - Coproduction déléguée : Stan Lee et Joe Quesada
  - Chef de la production d'animation : Akira Shinohara
  - Production d'animation : Yuichiro Fukushi
- Animation : Hiroshi Arisawa, Daiki Imamura, Pil-gang Kim, Se Jun Kim, Yutaka Minowa, Gosei Oda, Yasuhiro Saiki, Chiharu Satô
- Sociétés de production[1] :
  - Japon : Madhouse et Sony Pictures Entertainment
  - États-Unis : Marvel Animation
- Société de distribution : Sony Pictures Home Entertainment (DVD)
- Budget : n/a
- Pays de production :  Japon,  États-Unis
- Langue originale : japonais, anglais
- Format[2] : couleur - 1,78:1 (Widescreen)
- Genres : animation, action, science-fiction
- Durée : 88 minutes
- Dates de sortie[3] :
  - Japon, États-Unis : 16 avril 2013 (sortie directement en DVD)[4],[5]
  - France : 6 mai 2013 (sortie directement en DVD)[6]
- Classification[7] :
  - États-Unis : accord parental recommandé, film déconseillé aux moins de 13 ans (PG-13 - Parents Strongly Cautioned)[Note 1]
  - France : tous publics (conseillé à partir de 14 ans - déconseillé aux moins de 11 ans)[8]

## Distribution
| - Matthew Mercer : Iron Man / Tony Stark - Eric Bauza : Ezekiel Stane / Technovore - Clare Grant (en) : Veuve noire / Natasha Romanoff - James Mathis III (en) : War Machine / James Rupert « Rhodey » Rhodes - John Bentley : Nick Fury - Kari Wahlgren : Maria Hill - Kate Higgins : Pepper Potts - Norman Reedus : Frank Castle / Punisher - Tara Platt (en) : Sasha Hammer - Troy Baker : Clint Barton / Œil-de-Faucon, J.A.R.V.I.S. - J. B. Blanc : Obadiah Stane Source : voix américaines et japonaises sur Anime News Network. | - Keiji Fujiwara : Iron Man / Tony Stark - Miyu Irino : Ezekiel Stane / Technovore - Miyuki Sawashiro : Veuve noire / Natasha Romanoff - Hiroki Yasumoto : War Machine / James Rupert « Rhodey » Rhodes - Hideaki Tezuka (en) : Nick Fury - Hiroe Oka (en) : Pepper Potts - Tesshō Genda : Frank Castle / Punisher - Shūhei Sakaguchi (en) : Clint Barton / Œil-de-Faucon - Yasuyuki Kase (en) : J.A.R.V.I.S. - Takaya Hashi : Obadiah Stane |

## Sortie
Le film est annoncé par Marvel Entertainment et Sony Pictures Entertainment Japan (en) le 8 octobre 2012.

## Accueil

### Accueil critique
John Gholson de Movies.com critique l'animation du film, la décrivant comme viciée et manquante de frissons pendant les scènes d'action.
Tony Guerrero de Comic Vine donne une note de 3 sur 5, louant l'animation et les couleurs du film. Il note que d'avoir différents personnages impliqués dans l'histoire (par rapport à la série d'animation) donne au monde une plus grande sensation, et c'est ce qu'un fan voudrait et s'attendrait à un film d'animation Marvel.
En France, le film reçoit des critiques globalement moyennes. Le site français Cineheroes.net met en valeur l'action du film, mais regrette que le scénario ne soit pas du même niveau, en concluant : « Malgré une bonne idée de départ, le long-métrage d’animation Iron Man : L'Attaque des technovores est loin de combler toutes nos attentes le concernant ».

## Distinctions
Le film Iron Man : L'Attaque des technovores a obtenu une seule nomination :
- Behind the Voice Actors Awards 2014 : meilleure performance vocale masculine dans un long métrage d'animation pour Eric Bauza (pour la voix d'Ezekiel Stane).